# بانجانيات
البانجانيات (الاسم العلمي: Bangiophycidae) هي تحت طائفة من النباتات الحمراء تتبع الطائفة البانجانية.

## التصنيف
- البانجيات
  - البانجات
    - البانجية